# Wester Ross

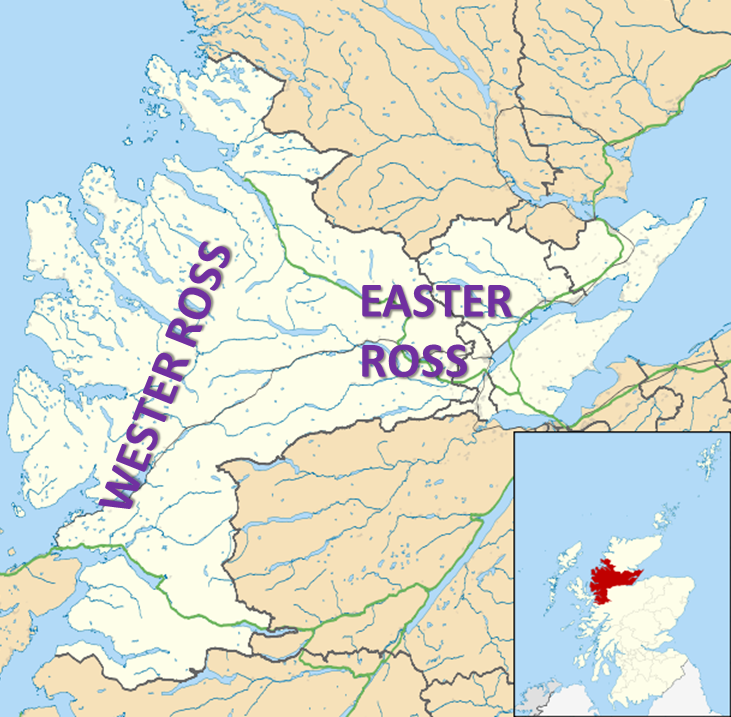
Wester Ross, Scozia

Wester Ross (gaelico scozzese: Ros an Iar; it.: Ross occidentale) è l'area ad ovest della regione del Ross nelle Highland scozzesi. Forma la metà occidentale della contea di Ross and Cromarty. Il distretto di Lochalsh non è considerato parte di Wester Ross, ma è incluso nella Riserva della Biosfera di Wester Ross.